# 渤海汇金
渤海汇金证券资产管理有限公司，简称渤海汇金，是渤海证券全资的资产管理及基金子公司，注册于深圳市，总部位于天津市南开区，2016年1月注册，8月正式挂牌成立。